# Edwin Retamoso
Edwin Retamoso (ur. 23 lutego 1982 w Abancay) – peruwiański piłkarz występujący na pozycji defensywnego pomocnika.
W reprezentacji Peru zadebiutował w 2011.

## Kariera klubowa
Retamoso grał w Atlético Minero Matucana, Inti Gas Deportes Ayacucho i Cienciano Cuzco. Od 1 stycznia 2013 występuje w peruwiańskim klubie Real Garcilaso.